# Campionati tedeschi di sci alpino 1983
Ai Campionati tedeschi di sci alpino 1983 furono assegnati i titoli di slalom gigante e slalom speciale, sia maschili sia femminili.

## Risultati
| Specialità      | Uomini       | Donne       |
| --------------- | ------------ | ----------- |
| Slalom gigante  | Hans Stuffer | Maria Epple |
| Slalom speciale | Frank Wörndl | Maria Epple |